# Корабель проєкту CF 38850
Проєкт CF3850 — універсальні сучасні транспортні кораблі Чорноморського суднобудівного заводу (ЧСЗ), Миколаїв. Перший корабель спущено на воду в 2010 році.
| Корабель проєкту CF 38850       |                                     |
| ------------------------------- | ----------------------------------- |
| Виробник                        | Чорноморський суднобудівний завод   |
| Спущено на воду перший корабель | 2010 рік                            |
| Тип корабля                     | універсальний транспортний корабель |
| Тип корпусу                     | контейнерний, для сипучих вантажів  |
| Довжина м.                      | 88,6                                |
| Ширина м.                       | 12,5                                |
| Висота борту м.                 | 7                                   |
| Дедвейт т.                      | 3 800                               |
| Осідання м.                     | 5,4                                 |
| Найбільша завантаженість        | 193 контейнера (тип 20 TEU)         |
| Проєктна швидкість (вузлів)     | 12,3                                |
| Випущено кораблів               | 3                                   |
| Всього замовлено кораблів       | 5                                   |

Корабель призначений для транспортування сухих і контейнерних вантажів. Корпус обладнаний змінними твіндечними палубами, що дозволяє йому перевозити різні за характером вантажі відповідно до вимог клієнтів.

## Замовники
Нідерландське товариство Damen Shipyards Bergum є поки що[коли?] першим і головним замовником для Чорноморського Суднобудівного Заводу (ЧСЗ), для котрого збудовано уже 3 судна із 5-ти замовлених.